# Atheniella
Atheniella is een geslacht van schimmels dat behoort tot de plaatjeszwammen. Het geslacht omvat enkele soorten kleine paddenstoelen. Ze hebben een kegel- tot klokvormige hoed met vaak gevoorde, rechte rand, die bij het rijper worden niet naar binnen omkrult. De steel is dun en heeft geen manchet.

## Naamgeving
De wetenschappelijke naam van het geslacht werd in 2012 gepubliceerd door Redhead, Moncalvo, Vilgalys, Desjardin en B.A. Perry.

## Soorten
Volgens Index Fungorum bevat het geslacht zeven soorten (peildatum oktober 2020):
| Soortnaam                               | Auteur(s)                                                     | Publicatiejaar |
| --------------------------------------- | ------------------------------------------------------------- | -------------- |
| Atheniella adonis (Adonismycena)        | (Bull.) Redhead, Moncalvo, Vilgalys, Desjardin & B.A. Perry   | 2012           |
| Atheniella amabillissima                | (Peck) Redhead, Moncalvo, Vilgalys, Desjardin & B.A. Perry    | 2012           |
| Atheniella aurantiidisca                | (Murrill) Redhead, Moncalvo, Vilgalys, Desjardin & B.A. Perry | 2012           |
| Atheniella delectabilis                 | (Peck) Lüderitz & H. Lehmann                                  | 2018           |
| Atheniella flavoalba (Bleekgele mycena) | (Fr.) Redhead, Moncalvo, Vilgalys, Desjardin & B.A. Perry     | 2012           |
| Atheniella leptophylla                  | (Peck) Gminder & Böhning                                      | 2016           |
| Atheniella ulmariae                     | H. Lehmann & Lüderitz                                         | 2019           |